# Winnie Brandes
Winnie Brandes (* 1987) ist eine deutsche Synchronsprecherin. Seit 2007 kann man ihre Stimme in verschiedenen Zeichentrickfilmen, Computer- und Videospielen, Hörspielen sowie in der Werbung in Radio und Fernsehen hören.

## Sprecherin

### Synchronrollen
- 2007: Voltron als Yomi
- 2007: Street Fighter – Round One: Fight! als Sakura
- 2010: Dance in the Vampire Bund als Yuki Saegusa
- 2013: Dick Figures – The Movie als Stacy
- 2014: Space Dandy als Britney Spears
- 2014–2015: Fullmetal Alchemist: Brotherhood als Lan Fan
- 2015: Coppelion als Aoi Fukasaku
- 2015: Magi: The Kingdom of Magic als Jinjin
- 2015: Girls und Panzer als Satoko Nakajima
- 2015: Photo Kano als Mai Sakura
- 2015: No Game No Life als Stephanie Dora
- 2015: Stella Women’s Academy, High School Division Class C³ als Moe Seto und Akane Seto
- 2015: Yo-kai Watch als Christine
- 2016: Chaos Dragon als Mashiro Sagura
- 2016: Punchline als Meika Daihatsu
- 2017: Miss Kobayashi's Dragon Maid als Tooru

### Hörspiele
- 2013: Der Regenbogenfisch als Leuchtkalmar
- 2012: Leonie Abenteuer auf 4 Hufen als Tiffy
- 2012: Grüße aus Positano als Julia

### Videospiele
- 2010: Harry Potter und die Heiligtümer des Todes – Teil 2  als Ginny Weasley
- 2010: Alice: Madness Returns als Liza

### Webserien
- 2011: Dick Figures als Stacy

### Sonstiges
- 1live.de – Sprechrollen für 1live
- Shire ADHS (Pionierfilm GmbH) Traumsuse
- Browsergame Moviestarplanet TV Werbung
- Filly (Sammelfigur) Pearlies TV Werbung